# 小行星6985
小行星6985（英語：6985）是一颗围绕太阳公转的小行星。1994年10月31日，上田清二、金田宏在钏路市发现了此天体。
这颗小行星的绝对星等为15.32659等。